# Sommer-Universiade 2017/Teilnehmer (Österreich)
| Gelbes Symbol für Goldmedaillen mit stilisierten Olympischen Ringen | Graues Symbol für Silbermedaillen mit stilisierten Olympischen Ringen | Braundes Symbol für Bronzemedaillen mit stilisierten Olympischen Ringen |
| ------------------------------------------------------------------- | --------------------------------------------------------------------- | ----------------------------------------------------------------------- |
| 1                                                                   | —                                                                     | 1                                                                       |

Das „Universiade-Team Austria“ wird vom im Bundesministerium für Wissenschaft, Forschung und Wirtschaft ansässigen „Unisport Austria“ nominiert und zu den Universiaden gesandt. 41 Sportler (19 Frauen und 22 Männer) gingen an der Start.

## Leichtathletik
Der Österreichische Leichtathletik-Verband (ÖLV) stellte sieben Athleten (vier Frauen und drei Männer).

### Frauen

#### Laufdisziplinen
| Athletin          | Disziplin    | Vorlauf | Vorlauf | Halbfinale | Halbfinale | Finale        | Finale        |
| Athletin          | Disziplin    | Zeit    | Platz   | Zeit       | Platz      | Zeit          | Platz         |
| ----------------- | ------------ | ------- | ------- | ---------- | ---------- | ------------- | ------------- |
| Viola Kleiser     | 100 m        | 11,80 s | 14      | 12,07 s    | 16         | ausgeschieden | ausgeschieden |
| Viola Kleiser     | 200 m        | 24,02 s | 11      | 24,13 s    | 14         | ausgeschieden | ausgeschieden |
| Stephanie Bendrat | 100 m Hürden | 13,50 s | 5       | 13,64 s    | 8          | 13,74 s       | 7             |

#### Sprung/Wurf
| Athletin        | Disziplin | Qualifikation | Qualifikation | Finale          | Finale          |
| Athletin        | Disziplin | Weite/Höhe    | Platz         | Weite/Höhe      | Platz           |
| --------------- | --------- | ------------- | ------------- | --------------- | --------------- |
| Victoria Hudson | Speerwurf | 49,35 m       | 11            | ausgeschieden\| | ausgeschieden\| |

#### Siebenkampf
| Athletin       | Disziplin | 100 m Hürden | Hochsprung | Kugelstoßen | 200 m | Weitsprung | Speerwurf | 800 m   | Punkte | Platz |
| -------------- | --------- | ------------ | ---------- | ----------- | ----- | ---------- | --------- | ------- | ------ | ----- |
| Verena Preiner | Ergebnis  | 13,90        | 1,77       | 13,32       | 24,82 | 5,94       | 48,61     | 2:09,35 | 6224   | Gold  |
| Verena Preiner | Punkte    | 993          | 941        | 749         | 903   | 831        | 833       | 974     | 6224   | Gold  |

### Männer

#### Laufdisziplinen
| Athlet          | Disziplin    | Vorlauf  | Vorlauf | Halbfinale    | Halbfinale    | Finale        | Finale        |
| Athlet          | Disziplin    | Zeit     | Platz   | Zeit          | Platz         | Zeit          | Platz         |
| --------------- | ------------ | -------- | ------- | ------------- | ------------- | ------------- | ------------- |
| Markus Fuchs    | 100 m        | 10,64 s  | 18      | ausgeschieden | ausgeschieden | ausgeschieden | ausgeschieden |
| Markus Fuchs    | 200 m        | 21,79 s  | 29      | ausgeschieden | ausgeschieden | ausgeschieden | ausgeschieden |
| Dominik Hufnagl | 400 m Hürden | 51,24 s  | 18      | 52,29 s       | 22            | ausgeschieden | ausgeschieden |
| Andreas Vojta   | 5000 m       | 14:29,78 | 7       |               |               | 14:02,65      | Bronze        |